# ミン・シャオ・フェン
ミン・シャオ・フェン（Min Xiao-Fen、簡体字：闵小芬、繁体字：閔小芬、拼音：Mǐn Xiǎofēn）は、中国系アメリカ人の琵琶奏者、ボーカリスト、作曲家。彼女は、中国伝統音楽、現代音楽、ジャズの分野で活動している。

## 略歴
ミン・シャオ・フェンは、南京大学の音楽教授で二胡の名手である劉天華に師事した父、ミン・ジチエン（闵季骞）のもとで学んだ。姉のミン・フイフェンは「二胡の女王」の異名を持つ。兄のミン・レカン（闵乐康）は、中国の一等指揮者であり、音楽教授でもある。
ミンは1980年から1992年まで、南京国家音楽楽団の琵琶奏者として演奏活動を行った。1992年にアメリカ合衆国に移住し、カリフォルニア州サンフランシスコに定住した。
陳怡、周龍、カール・ストーン、アンソニー・デ・リティス、マーク・バティエ、ジョン・ゾーンなど、数多くの現代作曲家と共演している。ジャズ・サックス奏者のジェーン・アイラ・ブルームとも共演。2021年にはジャズ・ギタリストのレズ・アバシとは自身のアルバム『White Lotus』で共演した。ミンはビョークのアルバム『ヴォルタ』（2007年5月7日リリース）収録の「I See Who You Are」で共演している。
ミンはニューヨーク在住。また、彼女はブルー・ピパ株式会社（Blue Pipa, Inc.）の創設者でもある。

## ディスコグラフィ

### リーダー・アルバム
- The Moon Rising (1996年、Cala)
- Spring, River, Flower, Moon, Night (1997年、Asphodel)
- 『ヴァイパー』 - Viper – Derek Bailey and Min Xiao-Fen (1998年、Avant) ※with デレク・ベイリー
- 『ウィズ・シックス・コンポーザーズ』 - Min Xiao-Fen with Six Composers (1998年、Avant)
- Flying Dragons (2002年、Incus) ※with デレク・ベイリー
- The Gossamer Song (2004年、First Impression Music) ※with ミン・フイフェン
- The Art of Improvisation (2005年、Mutable Music) ※with リロイ・ジェンキンス・ドリフトウッド
- Dim Sum (2012年、Blue Pipa)
- Mao, Monk and Me (2017年、Blue Pipa)
- White Lotus (2021年、Outside In Music)

### ソケット
- anuary 14 & 15 2005 (2006年、Amulet) ※with ビリー・マーティン